# ۴۵۸ (قمری)
۴۵۸ (قمری)، چهارصد و پنجاه و هشتمین سال در گاهشماری هجری قمری است. اول محرم این سال برابر با نهم دسامبر سال ۱۰۶۵ میلادی است.

## وابسته
- الامالی (طوسی)